# Stability Warrant
Les Stability Warrants sont des produits de Bourse de la famille des produits à effet de levier. Ils garantissent à l’investisseur de recevoir à maturité 10€ si tout au long de  la vie, le sous-jacent n’a touché ni la borne haute ni la borne basse du produit. Les seuls Stability Warrants présents au début sur la Bourse de Paris étaient émis sur l’indice français CAC 40.

## Quel est l’intérêt des Stability Warrants?
Comme leur nom l’indique, ils permettent à l’investisseur de profiter d’une stabilité du cours du sous-jacent ou de mouvements modérés haussiers et baissiers sur ce dernier.

## Historique des Stability Warrants
Les premiers Stability Warrants ont vu le jour en 2004 en Allemagne et étaient émis aussi bien sur l’indice DAX 30, que sur les taux de change tels que l’EUR/USD, l’EUR/JPY et l’EUR/CHF. Depuis 2008, Commerzbank était le seul émetteur à proposer des Stability Warrants en Bourse de Paris sur l’indice CAC 40. Maintenant c'est la banque italienne Unicrédit.

## Fonctionnement d’un Stability Warrant
Un Stability Warrant possède une barrière basse et une barrière haute. Si le sous-jacent touche une de ces barrières pendant la durée de vie du produit, le Stability est désactivé et perd toute valeur.

## Exemple
Un Stability Warrant émis sur le CAC 40 a une barrière basse à 3200 points et une barrière haute à 4000 points. Si à maturité le CAC n’a jamais touché une des bornes du produit, l’investisseur recevra un remboursement de 10€ par produit détenu.
Si par contre le CAC 40 a touché une des barrières du Stability, l’investisseur aura perdu le montant investi sur ce produit.

## Évolution du prix et structuration d’un Stability Warrant

### Évolution du prix d’un Stability Warrant
Le prix d’un Stability Warrant dépend de trois facteurs :
- La distance du cours du sous-jacent par rapport aux barrières du produit. Plus le cours du sous-jacent est éloigné des barrières, plus le prix du produit s’appréciera. Inversement si le cours du sous-jacent se rapproche d’une des deux barrières, plus le prix du produit sera bon marché.
- La valeur temps : plus on se rapproche de la maturité, plus basse est la probabilité de toucher une des deux barrières, par conséquent le Stability Warrant gagne de la valeur temps.
- La volatilité : elle représente la probabilité pour le sous-jacent de toucher une des barrières du produit. Toute baisse de volatilité sur le sous-jacent aura donc un impact positif sur le produit, tandis qu’une augmentation de la volatilité aura un impact négatif.

D’une façon générale plus le produit sera risqué, plus son prix sera bon marché, et plus grand sera son rendement potentiel à maturité.

### Structuration des Stability Warrants
Un Stability Warrant a la structure d’une option binaire, qui propose deux issues possible à échéance : le payement de la somme convenue à l’émission du produit ou rien du tout.

## Quelle est la fiscalité en France des Stability Warrants?
Les Stability Warrants ne sont pas éligibles au PEA. La fiscalité applicable aux Stability Warrants est assimilée aux opérations réalisées sur les valeurs mobilières. Les profits nets sont taxés en 2012 au taux de 34,5 % (19 % + 15,5 % de prélèvements sociaux) et sont imposables dès le premier euro, sans seuil de cession. Les pertes nettes d’une année réalisées sur les Stability Warrants peuvent s’imputer sur des plus-values de même nature, pendant les 10 années suivant ces pertes.